# Wskaźnik równouprawnienia płci

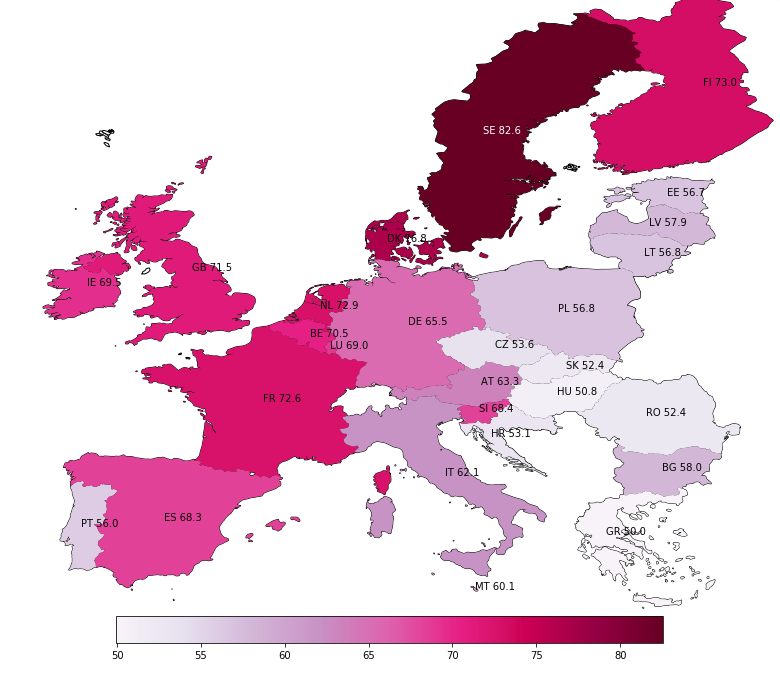
Wskaźnik równouprawnienia płci 2017

Wskaźnik równouprawnienia płci (ang. Gender Equality Index) – narzędzie pomiarowe stworzone przez Europejski Instytut ds. Równości Kobiet i Mężczyzn, zapewniające możliwość dokonania syntezy złożonych kwestii związanych z równouprawnieniem płci w ramach pojedynczego narzędzia. Bazując na ramach polityki Unii Europejskiej, narzędzie to ułatwia monitorowanie postępów w dążeniu do zapewnienia równouprawnienia płci w całej UE.
Wskaźnik równouprawnienia płci opiera się na sześciu podstawowych obszarach (pracy, wynagrodzeniu, wiedzy, ilości czasu, władzy i zdrowiu) oraz na dwóch obszarach dodatkowych (nierównościach krzyżowych oraz przemocy). Wskaźnik ten oblicza się, łącząc wskaźniki dotyczące płci w ramach jednego środka o charakterze sumarycznym. Po zastosowaniu wskaźnika każdemu państwu członkowskiemu przypisuje się wartość liczbową od 1 (całkowity brak równouprawnienia) do 100 (pełne równouprawnienie). Wskaźnik jest wykorzystywany nie tylko do pomiaru zróżnicowania sytuacji kobiet i mężczyzn – uwzględnia on również kontekst krajowy i różnice w poziomie rozwoju państw członkowskich w poszczególnych obszarach. Wysoki łączny wynik świadczy zarówno o niewielkim (lub zerowym) stopniu zróżnicowania sytuacji kobiet i mężczyzn, jak i o dobrej sytuacji wszystkich osób (np. wysoki poziom zatrudnienia kobiet i mężczyzn).
Wskaźnik Równouprawnienia Płci dostarcza wyników dla czterech punktów w czasie: 2005 r., 2010 r., 2012 r. i 2015 r. dla całej Unii Europejskiej, a także dla poszczególnych państw członkowskich. Wskaźnik Równouprawnienia Płci będzie aktualizowany co dwa lata do 2019 roku. Odtąd będzie aktualizowany corocznie.

## Przyczyny powstania
Równouprawnienie płci jest jedną z fundamentalnych wartości Unii Europejskiej, która powstała już w 1957 roku. Celem Wskaźnika Równouprawnienia Płci jest przyczynianie się do podejmowania w UE decyzji na podstawie faktów i w oparciu o pełniejsze informacje na ten temat. Istnieją również inne wskaźniki statystyczne mierzące równość płci, ale wskaźnik równości płci jest jedynym, który daje wyczerpującą mapę nierówności płci w UE i we wszystkich państwach członkowskich na podstawie unijnych priorytetów politycznych i rzeczywistych warunków.
Wskaźnik równouprawnienia płci bazuje na podejściu uwzględniającym aspekt płci. Oznacza to, że równość płci jest uważana za korzystną zarówno dla kobiet, jak i dla mężczyzn, przy jednoczesnym uwzględnieniu nierównowagi sił, która szkodzi kobietom w społeczeństwie. Podkreśla się w nim również, że wszystkie nierówności między płciami są szkodliwe zarówno dla kobiet, jak i dla mężczyzn.

## Wyniki dla Polski

### Lata 2005–2015
„Indeks Równości Płci sklasyfikował Polskę poniżej przeciętnej dla krajów Unii Europejskiej. Dotyczy to wszystkich badanych dziedzin, jednakże wskaźniki obrazujące obszar czasu pokazały, że w tym aspekcie mamy do czynienia z największymi nierównościami. Może to świadczyć o braku równowagi w podziale obowiązków domowych, rodzinnych oraz zawodowych. W Polsce tradycyjna rola matki i żony, jako opiekunki domowego ogniska, wciąż silnie zaznacza swój wpływ na społeczeństwo. Indeks Równości Płci potwierdza tendencje dające się zinterpretować na podstawie wartości wcześniej zaprezentowanych tu wskaźników. Dziedziną, w której zauważyć można spore nierówności była w badanym okresie władza (wskazują na to Gender Inequality Index oraz Gender Gap Index), a także sfera gospodarcza: w aspekcie pracy oraz pieniędzy. Analizowany wskaźnik przynosi kolejne potwierdzenie istnienia znacznych nierówności płci w tych dziedzinach.” – Wiktoria Domagała. Instrumenty polityki równości płci w kontekście sytuacji w Polsce. „Przegląd Europejski”. nr. 2 (40), s. 103–105, 2016. Uniwersytet Warszawski. ISSN 1641-2478.
| Wskaźnik równouprawnienia płci | 2005 | 2005  | 2010 | 2010  | 2012 | 2012  |
| ------------------------------ | ---- | ----- | ---- | ----- | ---- | ----- |
| Wskaźnik równouprawnienia płci | PL   | EU-28 | PL   | EU-28 | PL   | EU-28 |
| Wynik ogólny                   | 42,7 | 51,3  | 43,0 | 52,4  | 43,7 | 52,9  |
| Praca                          | 58,5 | 61,1  | 55,8 | 62,2  | 55,5 | 61,9  |
| Udział                         | 67,8 | 71,6  | 71,6 | 72,8  | 71,1 | 72,3  |
| Segregacja i jakość pracy      | 50,5 | 52,2  | 43,5 | 53,1  | 43,3 | 53,0  |
| Pieniądze                      | 42,4 | 64,1  | 52,4 | 67,0  | 54,2 | 67,8  |
| Zasoby finansowe               | 26,2 | 52,2  | 34,9 | 56,8  | 36,8 | 58,0  |
| Sytuacja ekonomiczna           | 68,5 | 78,7  | 78,8 | 79,0  | 79,8 | 79,1  |
| Wykształcenie                  | 46,5 | 52,1  | 43,8 | 49,1  | 41,8 | 49,1  |
| Uzyskanie i segregacja         | 39,7 | 55,6  | 46,0 | 57,7  | 45,8 | 56,7  |
| Kształcenie ustawiczne         | 54,6 | 48,9  | 41,7 | 41,8  | 38,1 | 42,5  |
| Czas                           | 34,1 | 41,5  | 20,8 | 37,6  | 20,8 | 37,6  |
| Działalność opiekuńcza         | 42,8 | 41,5  | 26,9 | 42,8  | 26,9 | 42,8  |
| Aktywności towarzyskie         | 27,2 | 41,5  | 16,0 | 33,0  | 16,0 | 33,0  |
| Władza                         | 24,0 | 31,4  | 34,2 | 37,9  | 38,5 | 39,7  |
| Polityczna                     | 27,4 | 38,8  | 34,8 | 50,2  | 44,0 | 49,8  |
| Ekonomiczna                    | 21,1 | 25,4  | 33,5 | 28,5  | 33,7 | 31,7  |
| Zdrowie                        | 81,3 | 87,8  | 83,2 | 90,0  | 83,6 | 90,0  |
| Status                         | 79,2 | 85,2  | 78,6 | 86,6  | 78,8 | 86,4  |
| Dostęp                         | 83,4 | 90,4  | 88,1 | 93,7  | 88,6 | 93,8  |

### Rok 2017
W 2017 r. wskaźnik równouprawnienia płci dla Polski wyniósł 56,8 na skali od 1 do 100. Jest to poniżej wyniku 66,2 dla UE-28, choć postępy nadążają za zmianami zachodzącymi przeciętnie w UE. Uzyskany przez Polskę wynik wzrósł o 4,4 punkty. Polska zajmuje obecnie 18. miejsce pod względem wartości indeksu, co oznacza awans o dwa miejsca.
Wskaźnik równouprawnienia płci w dziedzinie zdrowia nieznacznie wzrósł i jest to najwyższa wartość w Polsce. Wskazuje ona na stosunkowo zadowalającą równowagę płci w dostępie do świadczeń. 87% wszystkich kobiet i mężczyzn jest w stanie zaspokoić swoje potrzeby medyczne, a około 92% jest w stanie zaspokoić swoje potrzeby stomatologiczne. Średnia przewidywana długość życia wzrosła zarówno w przypadku kobiet, jak i mężczyzn. Kobiety żyją średnio o 8 lat dłużej niż mężczyźni. Jednak liczba lat przeżytych w zdrowiu zmniejszyła się nieznacznie tak wśród kobiet, jak i wśród mężczyzn. 55% kobiet i 62% mężczyzn ocenia swoje zdrowie jako „dobre” lub „bardzo dobre”.
Największa poprawa nastąpiła w dziedzinie pieniędzy. Wynik ten jest drugi pod względem wartości w Polsce, głównie ze względu na poprawę w zakresie rozkładu zarobków i dochodów. Poprawił się też podział bogactwa między kobietami a mężczyznami, zmniejszeniu uległ również wskaźnik ubóstwa. Średnie miesięczne zarobki kobiet i mężczyzn wzrosły od 2005 r., jednak kobiety nadal miesięcznie zarabiają o prawie 18% mniej niż mężczyźni. Zróżnicowanie sytuacji kobiet i mężczyzn, zwiększające się wraz z poziomem wykształcenia, jest nawet bardziej wyraźne w grupach osób starszych (45%), osób urodzonych za granicą (36%) i par z dziećmi (24%).
W dziedzinie władzy nastąpiło znacząco większe równouprawnienie płci, mimo iż wynik w tym obszarze pozostaje najniższy w Polsce. Zwiększyła się reprezentacja kobiet na stanowiskach decyzyjnych w sektorze gospodarki i w polityce, natomiast w zakresie władzy społecznej nastąpił regres. Podwoiła się proporcja kobiet zasiadających w zarządach spółek giełdowych, a także zajmujących stanowiska w banku centralnym (wzrost odpowiednio do 18% i 22%). Równouprawnienie płci poprawiło się również w poddziedzinie władzy politycznej ze względu na większą obecność kobiet w parlamencie (z 21% w 2005 r. do 24% w 2015 r.) oraz większy udział kobiet na stanowiskach ministerialnych w rządzie (od 10% w 2005 r. do 25% w 2015 r.). Kobiety stanowią nieco ponad jedną piątą członków zarządów organizacji finansujących badania i mniej niż jedną siódmą członków zarządów publicznych organizacji nadawczych. Jeszcze większe zróżnicowanie sytuacji kobiet i mężczyzn występuje w zakresie podejmowania decyzji w sporcie – kobiety stanowią zaledwie 3% członków najwyższych organów decyzyjnych w krajowych organizacjach sportów olimpijskich.
Sytuacja w dziedzinie pracy nieznacznie poprawiła się, jednak trwająca segregacja ze względu na płeć utrudniła dalszy postęp. Wynik Polski w poddziedzinie segregacji i jakości pracy plasuje się wśród najniższych wyników w UE-28. Segregacja rynku pracy ze względu na płeć jest rzeczywistością zarówno dla kobiet, jak i dla mężczyzn. Niemal 24% kobiet pracuje w sektorze edukacji, zdrowia i pracy socjalnej, w porównaniu z 5% mężczyzn. Sześć razy więcej mężczyzn (35%) niż kobiet (6%) pracuje w zawodach naukowych, technologicznych, inżynieryjnych i matematycznych.
Wskaźnik równouprawnienia płci w dziedzinie wiedzy stanął w miejscu. Liczba osób z wykształceniem wyższym wzrosła, zwłaszcza w przypadku kobiet, a różnica między płciami ze względu na poziom wykształcenia wyższego zwiększyła się na korzyść kobiet. Wyzwaniem pozostaje segregacja płci pod względem dziedzin studiów. Zróżnicowanie pomiędzy płciami zwiększyło się w zakresie studiów wyższych w dziedzinach takich, jak edukacja, zdrowie i opieka socjalna, nauki humanistyczne i sztuka. Dziedziny te, tradycyjnie postrzeganych jako „kobiece”, skupiają 37% studentek i zaledwie 18% studentów.
W dziedzinie czasu nastąpił regres. Kobiety wciąż wypełniają większość obowiązków opiekuńczych w rodzinie. Zróżnicowanie między płciami w 2015 r. było większe niż w 2005 r. 72% kobiet w wieku 25–49 lat realizuje codziennie obowiązki opiekuńcze przez jedną godzinę lub dłużej, w porównaniu z 39% mężczyzn. W parach z dziećmi 90% kobiet zajmuje się opieką i edukacją w rodzinie przynajmniej przez godzinę, natomiast wśród mężczyzn odsetek ten wynosi 64%. 82% kobiet zajmuje się codziennie przez co najmniej godzinę gotowaniem i pracami domowymi – dla porównania, wśród mężczyzn odsetek ten wynosi jedynie 34%. Zróżnicowanie między płciami jest większe wśród par bez dzieci niż wśród par z dziećmi. Nierówności w zakresie podziału czasu w domu rozciągają się także na czynności społeczne, chociaż dzieje się to w zakresie mniejszym niż w wielu innych państwach członkowskich. Mężczyźni częściej niż kobiety uczestniczą w zajęciach sportowych, kulturalnych i rekreacyjnych poza domem. Kobiety natomiast częściej niż mężczyźni uczestniczą w wolontariacie lub działalności charytatywnej.